# Vladlen Kosztyantinovics Trosztyanszkij
Vladlen Kosztyantinovics Trosztyanszkij, ukránul: Владлен Костянтинович Тростянський, oroszul: Владлен Константинович Тростянский (Kijev, 1935. január 26. – Kijev, 2014. július 28.) olimpiai ezüstérmes szovjet válogatott ukrán birkózó, edző, sportvezető.

## Pályafutása
1951-ben kezdett birkózni. Klubja az VSZ Kijev volt. Kötöttfogás légsúlyban versenyzett és kezdetben
Oleg Karavajev árnyékában versenyzett. Karavajev visszavonulása után, 1964-ben kapott lehetőséget, hogy nemzetközi szinten is versenyezhessen. Az 1964-es tokiói olimpián ezüstérmes, az az 1966-os toledói világbajnokságon ötödik helyezett lett.
A szovjet bajnokságban két aranyérmet szerzett (1961, 1966). Visszavonulása után birkózóedzőként dolgozott és a szovjet birkózó-szövetség kijevi területének az elnökeként tevékenykedett.

## Sikerei, díjai
- Olimpiai játékok – kötöttfogás, 57 kg
  - ezüstérmes: 1964, Tokió
- Szovjet bajnokság – kötöttfogás, 57 kg
  - bajnok (2): 1961, 1966
  - 2. (5): 1962, 1963, 1964, 1965, 1968